# Psarisomus dalhousiae
El eurilaimo lorito (Psarisomus dalhousiae) es una especie de ave paseriforme de la familia Eurylaimidae propia de la región indomalaya.

## Distribución
Se encuentra en los Himalayas y el sudeste asiático. Por el este su rango abarca desde el noreste de la India hasta el sudeste asiático. Es la única ave del género Psarisomus. Su nombre hace honor a Christina Broun, Condesa de Dalhousie (1786–1839), esposa de George Ramsay, noveno Earl de Dalhousie.

## Descripción
El eurilaimo lorito mide unos 25 cm de largo y pesa entre 50 y 60 gramos. Es identificable por su llamada aguda.

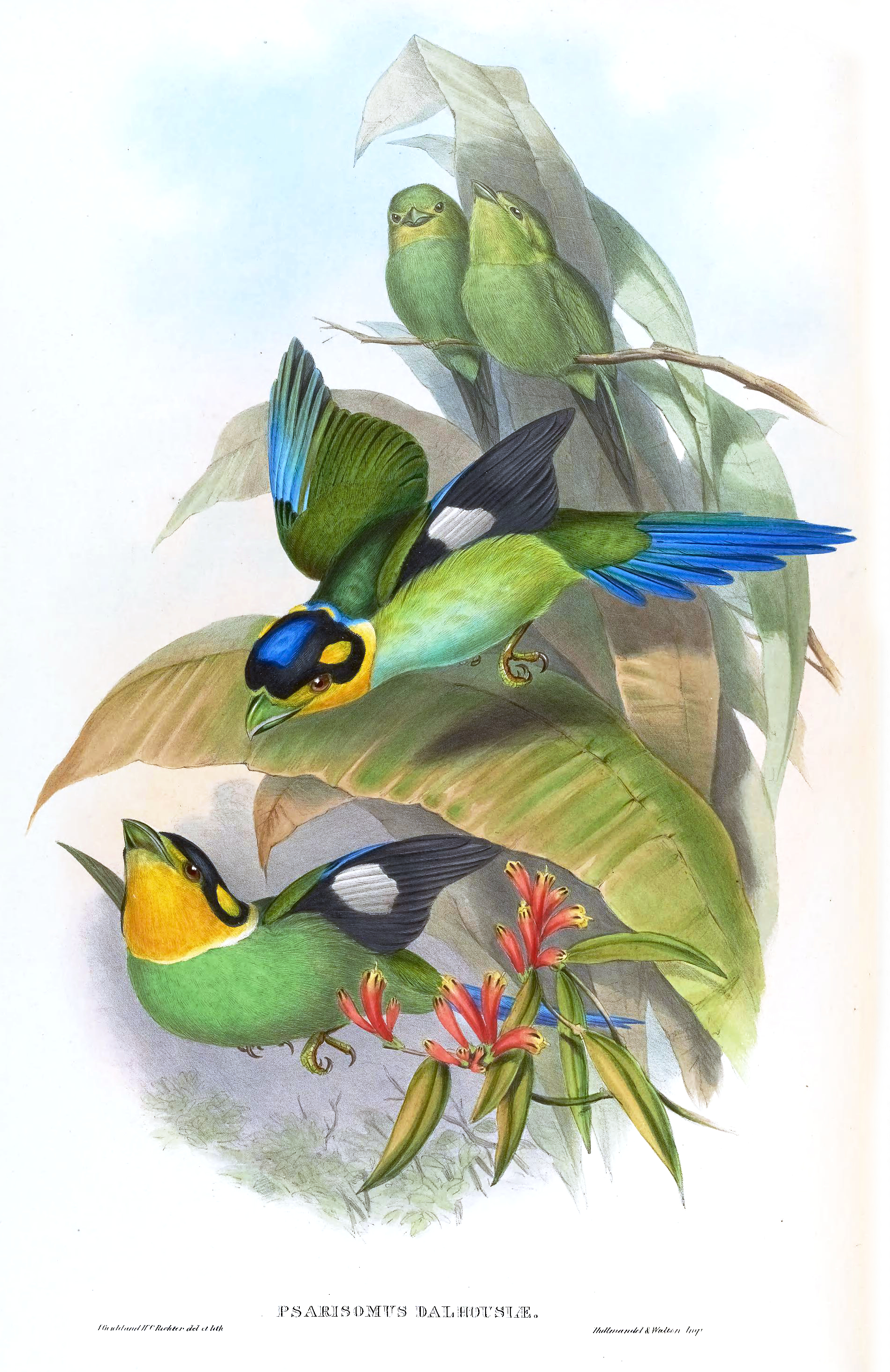

El eurilaimo lorito es un ave del bosque que se alimenta de insectos. Es muy sociable y normalmente viaja en grandes bandadas ruidosas excepto durante la época de apareamiento. Construye un nido con forma de pera en un árbol. La hembra por lo general pone entre 5 y 6 huevos que son incubados por ambos sexos; ambos sexos también se ocupan de alimentar a los pichones.